# Adèle Pichon
Adèle Pichon, née à Batz-sur-Mer le 10 mai 1845 et morte à Bastia le 12 juin 1915, est à l’origine de la création en 1887 du musée des Anciens Costumes à Batz-sur-Mer. Ce musée a donné naissance en 1984 au musée des Marais salants.

## Biographie
Adèle Pichon naît à Batz-sur-Mer (alors Bourg-de-Batz) le 10 mai 1845 sous le nom d’Adelle Pichon, de Jean-Baptiste Pichon, paludier, et Marie-Gabrielle Peltier.
En 1875, alors que les études d’ethnographie se généralisent en France depuis le début des années 1870, la 4e session de l’Association française pour l'avancement des sciences se déroule à Nantes et à Batz-sur-Mer et, sous l'impulsion de Paul Broca, incite les participants à favoriser la collection des costumes traditionnels existant dans la presqu'île guérandaise.
En août 1887, Adèle Pichon fonde un des premiers musées d'art et de traditions populaires de Bretagne, nommé musée des Antiques, puis musée des Anciens Costumes,. Ce musée rassemble des meubles, des outils et objets de la vie domestique et quotidienne des paludiers, sauniers et muletiers, des vêtements de travail et des costumes de cérémonie. De nombreuses célébrités de l’époque visitent le musée, parmi lesquels Léon Daudet, Suzanne Lenglen, Édouard Herriot, Raymond Poincaré, Anatole France, Maurice Chevalier, Mistinguett et Guillaume Apollinaire.

L'auteur anonyme de Bourg-de-Batz. Histoires, légendes dit d’elle : 

« C’est une fanatique de son pays natal, et s’il y en avait seulement une quinzaine de sa trempe dans la commune, je tremblerais pour le sexe fort et ces suprématie que ces dames ne demanderaient pas mieux que de nous enlever, ce dont elles ne désespèreront jamais, croyez-le bien ; il n’y a pas d’erreur ! »

— anonyme, Bourg-de-Batz. Histoires, légendes, 1896.
Un autre écrit : « C’est la Sarah Bernhardt du Bourg-de-Batz ». Ladite Sarah Bernhardt, dans son ouvrage Ma double vie, écrit en 1907 : « Je ne parle pas, bien entendu, des habitants de Pont-l'Abbé ou du bourg de Batz, qui ont des aspects tout différents ».
Le musée est fermé en 1970. Les collections du musée sont acquises par le SIVOM de La Baule en 1977 — qui souhaite créer une « vitrine des métiers du sel » — et le nouveau musée des Marais salants prend la suite du musée des Anciens Costumes en 1984. Entretemps le musée s’est appelé « musée des Anciens Costumes et des meubles de Batz et de Saillé », « musée breton » et « musée de Kervalet ».
Adèle Pichon rejoint la congrégation des sœurs de Sainte-Magdeleine le 23 mars 1901 sous le nom de Magdeleine saint Jean-Baptiste et est affectée à l’orphelinat des Sœurs du Bon Pasteur à Bastia.
Elle y décède le 12 juin 1915.

## Hommages
La commune de Batz-sur-Mer a nommé « place Adèle-Pichon » la place située devant l’actuel musée des Marais salants,.